# Yannick Chabloz
Yannick Chabloz (* 17. März 1999 in Aigle) ist ein ehemaliger Schweizer Skirennfahrer. Er war auf die Disziplinen Abfahrt und Super-G spezialisiert.

## Biografie
Chabloz ist in Aigle im Kanton Waadt geboren. Als er zwei Wochen alt war, zog er mit seiner Familie in den Kanton Nidwalden und wuchs seit seinem zehnten Lebensjahr in Beckenried auf. Dort profitierte er von einem besonderen Förderprogramm, das von den Vätern von Marco Odermatt und Reto Schmidiger initiiert wurde. Im Januar 2016 nahm Chabloz erstmals an FIS-Rennen teil, wobei er zunächst hauptsächlich Riesenslaloms und Slaloms fuhr. Der erste Sieg auf dieser Stufe gelang ihm im Dezember 2018, im selben Monat hatte er sein Debüt im Europacup. Allmählich begann er sich auf die schnellen Disziplinen Abfahrt und Super-G zu fokussieren. Er war Teilnehmer der Winter-Universiade 2019 in Krasnojarsk, wo er in der Kombination die Goldmedaille und im Super-G die Bronzemedaille gewann.
Im Winter 2019/20 begann Chabloz im Europacup regelmässig in die Punkteränge zu fahren. Bei den Junioren-Weltmeisterschaften 2020 in Narvik gewann er die Bronzemedaille im Super-G. Er verbesserte sich im Europacup kontinuierlich und erzielte am 14. Dezember 2020 mit Platz drei in der Abfahrt von Santa Caterina die erste Europacup-Podestplatzierung. Ein Jahr später, am 11. Dezember 2021, gelang ihm am selben Ort der erste Sieg. Zwei Wochen startete er am 27. November erstmals im Weltcup und fuhr in der Abfahrt von Lake Louise auf Platz 40. Die ersten Weltcuppunkte gewann er am 18. Dezember 2021, als er in der Abfahrt von Gröden mit Startnummer 43 überraschend auf den 13. Platz fuhr. Bei den Olympischen Winterspielen 2022 stürzte er in der Kombinationsabfahrt und zog sich dabei Hand- und Schulterverletzungen zu, worauf er die Saison vorzeitig beenden musste.
Ende Dezember 2024 gab Chabloz seinen Rücktritt vom Spitzensport bekannt. Er war zwei Jahre zuvor in der Abfahrt von Bormio schwer gestürzt und konnte danach nicht mehr an seine früheren Leistungen anknüpfen.
Chabloz studiert Mathematik an der FernUni Schweiz. Sein zwei Jahre jüngerer Bruder Maxime ist dreifacher Juniorenweltmeister im Kitesurfen.

## Erfolge

### Weltcup
- 1 Platzierung unter den besten 20

### Weltcupwertungen
| Saison  | Gesamt | Gesamt | Abfahrt | Abfahrt |
| Saison  | Platz  | Punkte | Platz   | Punkte  |
| ------- | ------ | ------ | ------- | ------- |
| 2021/22 | 120.   | 20     | 42.     | 20      |

### Europacup
- Saison 2020/21: 6. Abfahrtswertung
- Saison 2021/22: 8. Abfahrtswertung
- 3 Podestplätze, davon 1 Sieg:

| Datum             | Ort            | Land    | Disziplin |
| ----------------- | -------------- | ------- | --------- |
| 11. Dezember 2021 | Santa Caterina | Italien | Abfahrt   |

### Juniorenweltmeisterschaften
- Narvik 2020: 3. Super-G, 8. Abfahrt

### Weitere Erfolge
- 7 Siege in FIS-Rennen